# Eleasar ben Simon
R. Eleasar ben Simon (auch: Eleazar ben Simeon [ben Jochai]) war ein wegen seines Scharfsinns sehr geschätzter jüdischer Gelehrter des Altertums, wird zu den Tannaiten der vierten oder der fünften Generation gezählt und wirkte in der zweiten Hälfte des zweiten nachchristlichen Jahrhunderts.
Eleasar war Sohn des Schimon ben Jochai und dessen Schüler sowie Schüler des R. Simon b. Gamaliel. Er war ein Studienkollege des Jehuda ha-Nasi, mit dem er allerdings oft uneins war.
Jahrelang lebte Eleasar auf der Flucht vor den Römern gemeinsam mit seinem Vater in einer Höhle verborgen, leistete den Römern aber im Gegensatz zu seinem Vater, dem die Römer überaus verhasst waren, Dienste bei der Aufspürung von Gesetzesbrechern und zog so, obwohl von den Römern dazu genötigt, den Hass seiner Volksgenossen auf sich. Überliefert ist diesbezüglich der auf Eleasar gemünzte Zuruf: „Du, Essig, Sohn des Weines, wie lange willst du das Volk Gottes noch dem Henker ausliefern?“ Worauf Eleasar geantwortet haben soll: „Ich entferne nur die Dornen aus dem Weinberg“ – und seine Tätigkeit fortsetzte. Später bereute er seine Taten und unterzog sich einer schweren, von ihm selbst auferlegten Buße.
Er starb in Akbara in Nordgaliläa und blieb auf eigenen Wunsch hin viele Jahre unbeerdigt. Als man endlich daranging, ihn doch noch zu bestatten, rief dies den Protest der Einwohner Akbaras hervor, weil die Stadt angeblich während der ganzen Zeit vor seiner Bestattung von wilden Tieren verschont geblieben war. Daraufhin bestattete man ihn in Meron neben seinem Vater.